# Glaucome congénital de Peters
 (mai 2023).
Si vous disposez d'ouvrages ou d'articles de référence ou si vous connaissez des sites web de qualité traitant du thème abordé ici, merci de compléter l'article en donnant les références utiles à sa vérifiabilité et en les liant à la section « Notes et références ».
Le glaucome congénital de Peters est un glaucome par trabéculo-dysgénésie, souvent associé à une cataracte, une dysmorphie faciale et un hypospadias.
C'est une affection en principe autosomique récessive, due à un défaut de migration des crêtes neurales mésencéphaliques à la fin de la troisième semaine de développement embryonnaire.